# Ngũgĩ wa Thiong'o
Ngũgĩ wa Thiong'o (/ᵑɡoɣe wa ðiɔŋɔ/; sinh ngày 5 tháng 1 năm 1938 và mất ngày 28 tháng 5 năm 2025) là một nhà văn người Kenya, trước đây viết bằng tiếng Anh và hiện đang viết bằng tiếng Gikuyu. Tác phẩm của ông bao gồm tiểu thuyết, kịch, truyện ngắn, và tiểu luận, từ phê bình văn học và xã hội văn học thiếu nhi. Ông là người sáng lập và biên tập viên của tạp chí ngôn ngữ Gikuyu Mũtĩiri.
Năm 1977, Ngũgĩ dấn thân vào một sân khấu với hình thức tiểu thuyết ở quê nhà Kenya. Sân khấu này tìm cách giải phóng quá trình sân khấu với những gì ông cho là "hệ thống giáo dục tư sản nói chung", bằng cách khuyến khích tính tự phát và đối tượng tham gia trong các buổi biểu diễn. Dự án của ông tìm cách "làm sáng tỏ" quá trình sân khấu, và để tránh sự "quá trình tha hóa mà tạo ra một bộ sưu tập của các ngôi sao tích cực và một khối không phân biệt của người hâm mộ biết ơn" mà theo Ngũgĩ thì quá trình này khuyến khích sự thụ động trong "những người bình thường". Mặc dù Ngaahika Ndeenda đã có được thành công thương mại, nó đã bị các chế độ độc tài Kenya đóng cửa sáu tuần sau khi mở cửa.
Ngũgĩ sau đó đã bị cầm tù trong hơn một năm. Với tư cách là một tù nhân lương tâm của Ân xá Quốc tế, ông được ra tù, và thoát khỏi Kenya. Tại Hoa Kỳ, ông giảng dạy tại Đại học Yale trong một vài năm, và sau đó giảng dạy tại Đại học New York, với một học hàm giáo sư kép ngành Văn học so sánh và Nghiên cứu hiệu suất, tiếp đó ông làm việc tại Đại học California, Irvine. Ngũgĩ đã thường xuyên được coi là một ứng cử viên tiềm năng cho giải Nobel Văn học. Con trai của ông là tác giả Mũkoma wa Ngũgĩ.

## Danh mục tác phẩm

### Tiểu thuyết
- Weep Not, Child, (1964) ISBN 1-4050-7331-4
- The River Between, (1965) ISBN 0-435-90548-1
- A Grain of Wheat, (1967, 1992), ISBN 0-14-118699-2
- Petals of Blood (1977) ISBN 0-14-118702-6
- Caitaani Mutharaba-Ini (Devil on the Cross, 1980)
- Matigari ma Njiruungi, 1986 (Matigari, Wangui wa Goro dịch sang tiếng Anh, 1989) ISBN 0-435-90546-5
- Mũrogi wa Kagogo (Wizard of the Crow, 2004) ISBN 9966-25-162-6

### Tuyển tập truyện ngắn
- A Meeting in the Dark (1974)
- Secret Lives, and Other Stories, (1976, 1992) ISBN 0-435-90975-4

### Kịch
- The Black Hermit (1963)
- This Time Tomorrow (ba vở kịch, "The Rebels", "The Wound in the Heart" và “This Time Tomorrow”) (1970)
- The Trial of Dedan Kimathi (1976) ISBN 0-435-90191-5, African Publishing Group, ISBN 0-949932-45-0 (với Micere Githae Mugo và Njaka)
- Ngaahika Ndeenda: Ithaako ria ngerekano (I Will Marry When I Want) (1977, 1982) (với Ngugi wa Mirii)

### Tiểu luận
- Homecoming: Essays on African and Caribbean Literature, Culture, and Politics (1972) ISBN 0-435-18580-2
- Writers in Politics: Essays (1981) ISBN 978-0-85255-541-5 (Anh), ISBN 978-0-435-08985-6 (Mỹ)
- Decolonising the Mind: The Politics of Language in African Literature (1986) ISBN 978-0-85255-501-9 (Anh), ISBN 978-0-435-08016-7 (Mỹ)
- Moving the Centre: The Struggle for Cultural Freedom (1993) ISBN 978-0-435-08079-2 (Mỹ) ISBN 978-0-85255-530-9 (Anh)
- Penpoints, Gunpoints and Dreams: The Performance of Literature and Power in Post-Colonial Africa (The Clarendon Lectures in English Literature 1996), Oxford University Press, 1998. ISBN 0-19-818390-9

### Hồi ký
- Detained: A Writer's Prison Diary (1981)
- Dreams in a Time of War: a Childhood Memoir (2010) ISBN 978-1-84655-377-6
- In the House of the Interpreter: A Memoir (2012) ISBN 978-0-30790-769-1
- Birth of a Dream Weaver: A Memoir of a Writer's Awakening (2016) ISBN 978-1-62097-240-3

### Khác
- Education for a National Culture (1981)
- Barrel of a Pen: Resistance to Repression in Neo-Colonial Kenya (1983)
- Mother, Sing For Me (1986)
- Writing against Neo-Colonialism (1986)
- Something Torn and New: An African Renaissance (2009) ISBN 978-0-465-00946-6[8]
- Globalectics: Theory and the Politics of Knowing (2012)

### Sách thiếu nhi
- Njamba Nene and the Flying Bus (dịch bởi Wangui wa Goro)" Njamba Nene na Mbaathi i Mathagu, 1986)
- Njamba Nene and the Cruel Chief (dịch bởi Wangui wa Goro) (Njamba Nene na Chibu King'ang'i, 1988)
- Njamba Nene's Pistol (Bathitoora ya Njamba Nene, 1990) ISBN 0-86543-081-0